# 凯特琳·托毕
凯特琳·格雷丝·托毕（英語：Kaitlyn Grace Torpey；2000年3月17日—），澳大利亚女子职业足球运动员，司职边后卫，目前效力于波特蘭荊棘足球俱樂部和澳大利亚国家女子足球队。她曾代表澳大利亚参加2024年夏季奥林匹克运动会女子足球比赛。